# Nicolas Jordan
Nicolas Jordan (* 1995) ist ein Schweizer Unihockeyspieler. Auf die Saison 2017/18 steht Jordan als Stürmer beim Ostschweizer Verein UHC Waldkirch-St. Gallen unter Vertrag.

## Karriere
Jordan erlernte das Unihockey-ABC im Nachwuchs des Schweizer Nationalliga A-Vereins GC Unihockey. Er durchlief alle U-Mannschaften des Zürcher Vereins, ehe er zur Saison 2014/15 zum UHC Waldkirch-St. Gallen stiess.
Auf die Saison 2014/15 stand Jordan als Spieler für die Junioren U21 auf dem Feld. Als Spieler des Förderkaders durfte er erste Einsatzminuten in der höchsten Spielklasse, der Nationalliga A, sammeln. Insgesamt absolvierte er sechs Partien. Die Saison 2015/16 absolvierte er sowohl in der U21, wie auch in der ersten Mannschaft. Gegen Playout-Gegner Floorball Thurgau gelangen ihm beim 5:2-Sieg vier Treffer und wurde zum besten Spieler der Partie ausgezeichnet. Bevor der Saison 2016/17 musste sich Jordan einer Hüftoperation unterziehen. Zudem absolvierte er einen Auslandaufenthalt und stand somit nicht als Stürmer zur Verfügung.
Am 12. Januar 2017 verkündete der Club, dass Jordan die Saison 2017/18 mit den Ostschweizern in Angriff nehmen wird. Ein Jahr später gab er UHC Waldkirch-St. Gallen bekannt, dass Jordan seinen Vertrag bis 2020 verlängert hat. Nach der Saison 2019/20 gab Jordan seinen Rücktritt vom Spitzensport bekannt.
Am 31. Dezember verkündete der UHC Waldkirch-St. Gallen das Comeback von Jordan im grün-weissen Trikot der St. Galler. Er stieg Mitte Dezember in den Trainingsbetrieb ein.